# Les Acteurs de la Comédie-Française
Les Acteurs de la Comédie-Française, ou La Mascarade, est une œuvre attribuée à Antoine Watteau conservée au musée de l'Ermitage de Saint-Pétersbourg.

## Histoire
Ce tableau, autrefois partie de la collection Crozat à Paris, a été acquis par Catherine II pour le musée impérial de l'Ermitage en 1772. L'expert soviétique Inna Nemilova a daté cette œuvre de 1712, car elle présente des traits communs avec Le Bel âge (ou Le Concert), ou bien avec La Polonaise et La Polonaise assise, œuvres de jeunesse composées entre 1710 et 1712. De plus, le petit garçon noir du tableau figure également dans  La Conversation, qui a pour date 1712,.

## Titre
Cette œuvre a changé plusieurs fois de titre. Il était appelé successivement au XVIIIe siècle La Rentrée du bal, Personnages en masques se préparant au bal, La Mascarade et Les Coquettes. Au XIXe siècle, les costumes l'ont fait intituler Les Acteurs de la Comédie-Italienne. Ensuite, après l'étude de dessins de Watteau, les personnages du tableau ont pu être identifiés comme un groupe d'acteurs de la Comédie-Française, jouant Les Trois cousines (comédie de Dancourt). Ce sont, de gauche à droite : Mlle Charlotte Desmares (dite la Desmares, ancienne maîtresse du futur Régent), Philippe Poisson et Pierre Le Noir dit La Thorillière (1659-1731), beau-frère de Dancourt ; le garçon au centre du tableau et la jeune fille à la fraise demeurent inconnus.

## Conservation
Transféré au palais de Gatchina au milieu du XIXe siècle, le tableau a été ramené à l'Ermitage en 1920.

## Expositions
- 1908, Saint-Pétersbourg, exposition du journal Starye gody (Les Anciennes années), no 286[6],[7][8]
- 1922–1925, Petrograd, exposition de peinture française des XVIIe et XVIIIe siècles[9]:59[10]:172–173
- 1955, Moscou, exposition d'art français du XVe au XXe siècle[11]
- 1956, Léningrad, exposition d'art français du XIIe au XXe siècle[12]
- 1965, Bordeaux, exposition Chefs-d'œuvre de la peinture française dans les musées de l'Ermitage et de Moscou, no 43[13]
- 1965–1966, Paris, exposition Chefs-d'œuvre de la peinture française dans les musées de Léningrad et de Moscou, no 41[14]
- 1972, Léningrad, exposition Watteau dans son époque, no 5[15]
- 1980, Bordeaux, exposition Les arts du théâtre de Watteau à Fragonard, no 67[16]
- 1984, Washington, Paris et Berlin, exposition Watteau 1684–1721, no P. 29[17]